# 1958-as labdarúgó-világbajnokság-selejtező (CCCF/NAFC)
Az 1958-as labdarúgó-világbajnokság selejtezőjének CCCF és NAFC-zónájában összesen 6 nemzet harcolhatta ki a világbajnoki részvételt. 

## Lebonyolítás
- Első forduló: a 6 csapatot két darab 3 tagú csoportba osztották, ahol oda-visszavágós rendszerben, hazai pályán és idegenben és megmérkőztek egymás ellen. A csoportgyőztesek bejutottak a második fordulóba.
- Második forduló: a 2 továbbjutó csapat oda-visszavágós rendszerben, hazai pályán és idegenben és megmérkőzött egymás ellen és a győztes kijutott az 1958-as világbajnokságra.

## Első forduló

### 1. csoport (Észak-Amerika)
| Hely. | Csapat           | M | Gy | D | V | G+ | G– | Gk  | P | Továbbjutás                  |     | Mexikó | Kanada | Amerikai Egyesült Államok |
| ----- | ---------------- | - | -- | - | - | -- | -- | --- | - | ---------------------------- | --- | ------ | ------ | ------------------------- |
| 1.    | Mexikó           | 4 | 4  | 0 | 0 | 18 | 2  | +16 | 8 | Bejutott a második fordulóba |     | —      | 3–0    | 6–0                       |
| 2.    | Kanada           | 4 | 2  | 0 | 2 | 8  | 8  | 0   | 4 |                              |     | 0–3    | —      | 5–1                       |
| 3.    | Egyesült Államok | 4 | 0  | 0 | 4 | 5  | 21 | −16 | 0 |                              | 2–7 | 2–3    | —      |                           |

| 1957. április 7. |

| Mexikó                                                  | 6–0         | Egyesült Államok |
| ------------------------------------------------------- | ----------- | ---------------- |
| C. Gutiérrez 14' 26' Reyes 33' 69' 76' H. Hernández 63' | Jegyzőkönyv |                  |

| Estadio Olímpico Universitario, Mexikóváros, Mexikó Nézőszám: 60 000 Játékvezető: Walter Jose Maria Van Rosling (Holland Antilláki) |

| 1957. április 28. |

| Egyesült Államok | 2–7         | Mexikó                                                                   |
| ---------------- | ----------- | ------------------------------------------------------------------------ |
| E. Murphy 5' 45' | Jegyzőkönyv | A. Hernández 22' 36' 82' C. Gutiérrez 38' H. Hernández 65' 87' Sesma 79' |

| Memorial Stadion, Long Beach, Egyesült Államok Nézőszám: 12 500 Játékvezető: Raymond Morgan (kanadai) |

| 1957. június 22. |

| Kanada                                            | 5–1         | Egyesült Államok      |
| ------------------------------------------------- | ----------- | --------------------- |
| McLeod 32' Philley 35' Hughes 55' 80' Stewart 57' | Jegyzőkönyv | Keough 35' (11-esből) |

| BMO Field, Toronto, Kanada Nézőszám: 7567 Játékvezető: Harry Sadler (kanadai) |

| 1957. június 30. |

| Mexikó                              | 3–0         | Kanada |
| ----------------------------------- | ----------- | ------ |
| C. González 5' 72' C. Gutiérrez 46' | Jegyzőkönyv |        |

| Estadio Olímpico Universitario, Mexikóváros, Mexikó Nézőszám: 60 000 Játékvezető: Walter Jose Maria Van Rosling (Holland Antilláki) |

| 1957. július 3. |

| Kanada | 0–2         | Mexikó                    |
| ------ | ----------- | ------------------------- |
|        | Jegyzőkönyv | C. Gutiérrez 8' Sesma 28' |

| Estadio Olímpico Universitario, Mexikóváros, Mexikó Nézőszám: 35 000 Játékvezető: Walter Jose Maria Van Rosling (Holland Antilláki) |

| 1957. július 6. |

| Egyesült Államok          | 2–3         | Kanada                             |
| ------------------------- | ----------- | ---------------------------------- |
| Mendoza 42' J. Murphy 80' | Jegyzőkönyv | Philley 9' Steckiw 14' Stewart 25' |

| Public School Grounds,, St. Louis, Egyesült Államok Nézőszám: 1500 Játékvezető: Stan Lutostanski (amerikai) |

### 2. csoport (Közép-Amerika és Karib-térség)
| Hely. | Csapat           | M | Gy | D | V | G+ | G– | Gk  | P | Továbbjutás                  |     | Costa Rica | Holland Antillák | Guatemala |
| ----- | ---------------- | - | -- | - | - | -- | -- | --- | - | ---------------------------- | --- | ---------- | ---------------- | --------- |
| 1.    | Costa Rica       | 4 | 4  | 0 | 0 | 15 | 4  | +11 | 8 | Bejutott a második fordulóba |     | —          | 4–0              | 3–1       |
| 2.    | Holland Antillák | 3 | 1  | 0 | 2 | 4  | 7  | −3  | 2 |                              |     | 1–2        | —                | –         |
| 3.    | Guatemala        | 3 | 0  | 0 | 3 | 4  | 12 | −8  | 0 |                              | 2–6 | 1–3        | —                |           |

| 1957. február 10. |

| Guatemala                | 2–6         | Costa Rica                                             |
| ------------------------ | ----------- | ------------------------------------------------------ |
| Vickers 19' Espinoza 87' | Jegyzőkönyv | Hernán 11' 28' 38' Jiménez 17' Montero 48' Murillo 78' |

| Estadio Mateo Flores, Guatemalaváros, Guatemala Játékvezető: José A Sundheim (kolumbiai) |

| 1957. február 17. |

| Costa Rica                          | 3–1 (66')   | Guatemala |
| ----------------------------------- | ----------- | --------- |
| Jiménez 12' Cordero 28' Herrera 65' | Jegyzőkönyv | López 61' |

| Estadio Nacional, San José, Costa Rica Játékvezető: Ovidio Orrego (kolumbiai) |

| 1957. március 3. |

| Costa Rica                      | 4–0         | Holland Antillák |
| ------------------------------- | ----------- | ---------------- |
| Herrera 16' 63' Murillo 35' 67' | Jegyzőkönyv |                  |

| Estadio Nacional, San José, Costa Rica Játékvezető: Charles McKenna (angol) |

| 1957. március 14. |

| Guatemala | 1–3         | Holland Antillák             |
| --------- | ----------- | ---------------------------- |
| López 51' | Jegyzőkönyv | De Lanoy 23' 31' Meulens 65' |

| Estadio Mateo Flores, Guatemalaváros, Guatemala Játékvezető: José A Sundheim (kolumbiai) |

| 1957. augusztus 4. |

| Holland Antillák | 1–2         | Costa Rica              |
| ---------------- | ----------- | ----------------------- |
| Sambo 21'        | Jegyzőkönyv | Cordero 53' Montero 60' |

| Rifstadion, Willemstad, Holland Antillák Játékvezető: Vincenzo Orlandini (olasz) |

|  |

| Holland Antillák | Elmaradt | Guatemala |
| ---------------- | -------- | --------- |
|                  |          |           |

| Willemstad, Holland Antillák |

## Második forduló
| Hely. | Csapat     | M | Gy | D | V | G+ | G– | Gk | P | Továbbjutás                          |  | Mexikó | Costa Rica |
| ----- | ---------- | - | -- | - | - | -- | -- | -- | - | ------------------------------------ |  | ------ | ---------- |
| 1.    | Mexikó     | 2 | 1  | 1 | 0 | 3  | 1  | +2 | 3 | Kijutott az 1958-as világbajnokságra |  | —      | 2–0        |
| 2.    | Costa Rica | 2 | 0  | 1 | 1 | 1  | 3  | −2 | 1 |                                      |  | 1–1    | —          |

| 1957. október 20. |

| Mexikó                 | 2–0         | Costa Rica |
| ---------------------- | ----------- | ---------- |
| Belmonte 77' López 86' | Jegyzőkönyv |            |

| Estadio Olímpico Universitario, Mexikóváros, Mexikó Nézőszám: 80 000 Játékvezető: John Husband (angol) |

| 1957. október 27. |

| Costa Rica | 1–1         | Mexikó    |
| ---------- | ----------- | --------- |
| Soto 32'   | Jegyzőkönyv | López 27' |

| Estadio Nacional, San José, Costa Rica Nézőszám: 35 738 Játékvezető: John Husband (angol) |

## Kijutott csapatok
Az alábbi csapat jutott ki a CONCACAF-zónából az 1958-as labdarúgó-világbajnokságra.
| Csapat | Kijutás               | Kijutás dátuma    | Korábbi részvételek a világbajnokságon1 |
| ------ | --------------------- | ----------------- | --------------------------------------- |
| Mexikó | A 2. forduló győztese | 1957. október 27. | 3 (1930, 1950, 1954)                    |